# 新华联
新华联文化旅游发展股份有限公司 （深交所：000620，简称：新华联）是中国深圳证券交易所的一家上市公司，主营业务范围为房地产开发与经营业。
2020年，该公司主营业务收入为70.84亿元，公司净利润为-10.11亿元，公司总资产为503.91亿元。